# Масело
Масѐло (на италиански: Massello; на пиемонтски: Massel, Масел, на окситански: Masel, Масел) е село и община в Метрополен град Торино, регион Пиемонт, Северна Италия. Разположено е на 1188 m надморска височина. Към 1 януари 2020 г. населението на общината е 53 души, без чужди граждани.